# Clarkia pulchella
Espèce
Classification phylogénétique
Clarkia pulchella est une espèce de plantes à fleurs de la famille des Onagracées, et l'espèce type du genre Clarkia.

## Histoire

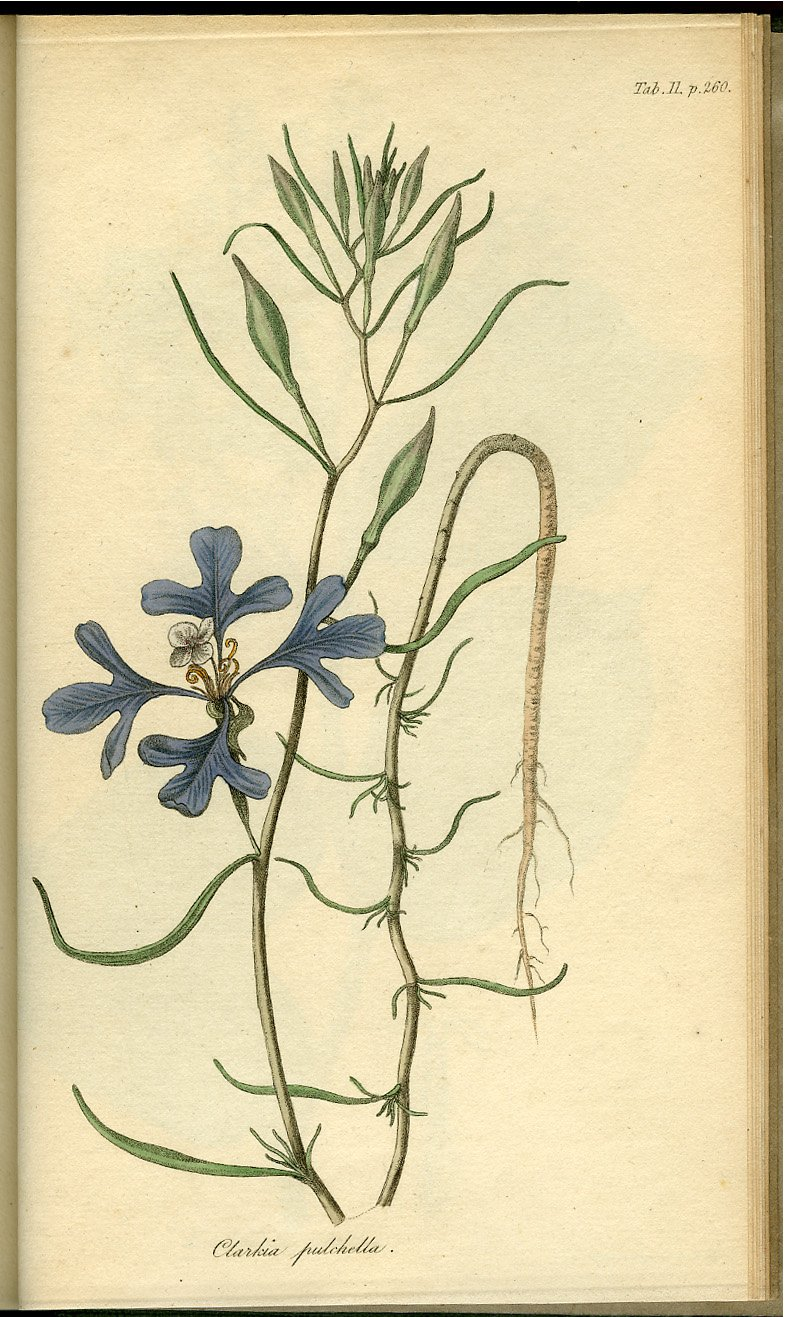
Clarkia pulchella, peinture de Frederick Pursh.

La plante est découverte par Meriwether Lewis près de Kamiah (Idaho) durant l'expédition Lewis et Clark (1804-1806), et ramenée parmi d'autres spécimens botaniques. Elle est décrite par Clark le 28 mai 1806, puis par Lewis dans son journal de voyage.
La plante est classée en 1814 par Frederick Traugott Pursh, et nommée Clarckia pulchella en l'honneur de Clark (par ailleurs, l'épithète pulchella signifie « jolie, charmante »). C'est la première espèce connue du genre, créé à cette occasion (et plus tard renommé Clarkia).

## Caractéristiques

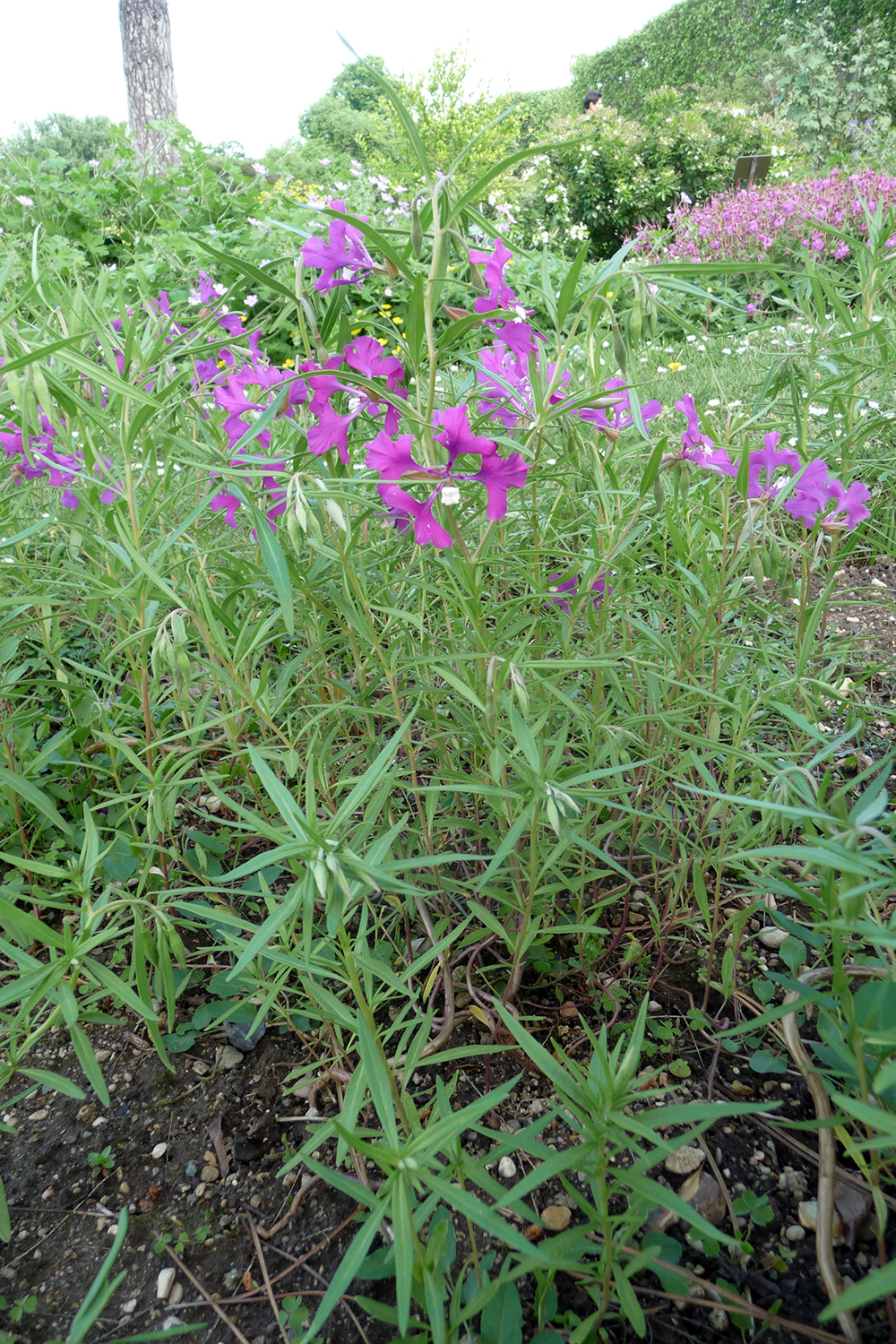
Clarkia pulchella.

Clarkia pulchella est une plante herbacée vivace, haute de 10 à 50 cm. Son port est dressé, elle est ramifiée ou non, et couverte de poils courts.
Les feuilles alternent le long de la tige. Longues de 2 à 7 cm environ, elles sont lancéolées ou en forme de cuillère, et parfois finement dentelées.
Les fleurs, de couleur lavande à violet clair, ont quatre lobes fusionnés à la base. Chaque lobe est à son tour trilobé avec le lobe médian plus large que les deux autres,,.

## Habitat
On trouve Clarkia pulchella dans le Nord-Ouest Pacifique, principalement à l'est de la chaîne des Cascades, dans l'État de Washington, l'Oregon, l'Idaho, la marge sud de la Colombie-Britannique et l'extrême ouest du Montana. Elle occupe une large gamme d'altitudes mais se trouve le plus couramment entre 610 et 1 520 m. Son habitat est souvent forestier, rocheux, herbeux ou perturbé,.

## Renommée
Clarkia pulchella est connue pour l'utilisation de ses grains de pollen par le botaniste Robert Brown, qui a découvert en 1827 le mouvement spontané de ces particules (en suspension dans un liquide), appelé par la suite mouvement brownien. Brown a utilisé ces grains de pollen parce qu'ils contenaient des particules oblongues, de 6 à 8 µm de longueur. L'objectif de sa recherche était qu'il croyait pouvoir suivre leur progression durant la fertilisation.
Clarkia pulchella est également connue pour son utilisation par Newman et Pilson dans leur démonstration de la relation entre le changement génétique et la survie d'une population.